# Robert Drozda
Robert Drozda (17. červenec 1948, Praha – 1. prosince 2019, Plasy) byl český spisovatel a železničář.

## Život
V roce 1966 absolvoval SVVŠ v Plasech. V roce 1969, po třech letech studií, opustil lékařkou fakultu v Plzni a nechal se zapsat do kurzu výpravčích u ČSD. Autorizoval v červnu 1970 jako první absolvent kurzu s výtečným prospěchem.[zdroj⁠?!] U železnice za 41 let prošel (mimo strojvedoucího) snad všechny provozní profese.[zdroj⁠?!] Byl náčelníkem (přednostou) stanice, hlavním kontrolorem dopravy, revizorem bezpečnosti, na ředitelství Jihozápadní dráhy náčelníkem odboru kontroly, vrchním inspektorem Drážní inspekce, přednostou Regionálního inspektorátu Generální inspekce ČD. Byl gestorem (tvůrcem) drážního předpisu ČSD D17 o šetření železničních nehod.[zdroj⁠?!] Byl jedním z tvůrců projektu „Preventivní vlak“.
Od 17. května 1980 denně natahoval a udržoval věžní hodiny v Plasích a provázel návštěvníky při speciálních hodinářských prohlídkách. O hodinách, sestrojených v roce 1686, říkal že „mají vlastní duši“. O čemž má svědčit chronogram na vnitřním ciferníku z roku 1720:
V roce 2010 byl zvolen městem Plasy osobností roku.

## Publikace
- Železničářský pitaval, aneb, Co se děje za dveřmi Generální inspekce ČD, nakladatelství Nadatur v roce 2002, ISBN 80-7270-016-2
- Plzeňsko – Březenská dráha 130 let, vydalo OŘ ČD v Plzni v roce 2003
- O duši plaských hodin, město Plasy v edici Tilia plassensis v roce 2006 ISBN 80-254-7285-X
- Železná dráha v Plasích, město Plasy v edici Tilia plassensis v roce 2013 ISBN 978-80-260-4288-4
- Pohádky pana přednosty, nakladatelství JUNIOR v roce 2012, ISBN 978-80-7267-489-3 Ilustrace: Jiří Bouda
- Pohádky přednosta Drahoráda, nakladatelství JUNIOR v roce 2013, ISBN 978-80-7267-516-6 Ilustrace: Jiří Bouda
- Pohádkové prázdniny u přednosty Drahoráda, nakladatelství Novela bohemica v roce 2015, ISBN 978-80-87683-51-4 Ilustrace: Jiří Bouda. Všechny tři pohádkové knihy vyšly v nakladatelství AUDIOBERG též jako audiokniha. Interpret: Josef Somr
- PLASY známé – neznámé, nakladatelství Novela bohemica v roce 2017, ISBN 978-80-87683-73-6
- Literáti na trati V, aneb Próza mezi staničníky. Jindřichův Hradec: Epika, 2018, ISBN 978-80-7608-003-4. Spoluautor kolektivní sbírky povídek.
- Literáti na trati VI, aneb Vlak plný prózy. Jindřichův Hradec: Epika, 2019, ISBN 978-80-7608-025-6. Spoluautor kolektivní sbírky povídek.
- Literáti na trati VII, aneb Příběhy okřídlených kol. Jindřichův Hradec: Epika, 2020, ISBN 978-80-7608-043-0. Spoluautor kolektivní sbírky povídek.

## Přednášky
- Jak se píší pohádky
- Historie měření času
- Historické osobnosti a Plasy